# Džalal Talabani
Jalal Talabani (arapski جلال طلباني Dschalāl Talabānī, kurdski  (جه‌لال تاڵه‌بانی(مام جه‌لال  Celal Talebanî), (Kilkan, Irak, 1933. - Berlin, Njemačka, 3. listopada 2017.) je bivši predsjednik Iraka i vodeći kurdski političar. 
Talabani je osnivač i glavni tajnik Kurdistanskog patriotskog saveza od 1975. do svoje smrti 2017. godine. Bio je jedan od prvih članova prijelazne vlade nakon svrgavanja Sadama Huseina nakon američke invazije na Irak 2003. godine.
Rođen je 1933. godine u kurdskom selu Kilkan, na sjeveru današnjeg Iraka. Potječe iz plemena Talabani koje je dalo mnoge ugledne političare i javne osobe.
Po zanimanju je pravnik i borio se za prava Kurda više od 50 godina. Govori kurdski, arapski, perzijski, turski i engleski jezik. Za predsjednika Iraka izabran 6. travnja 2005. godine, a svečanu prisegu položio je već sutradan. Drugi mandat teče mu od 22. travnja 2006. godine i prvi je demokratski izabrani predsjednik te zemlje po novom ustavu. Dužnost predsjednika prestao je obnašati u srpnju 2014. godine. Preminuo je 3. listopada 2017. godine u dobi od 83 godine, u Berlinu, u Njemačkoj, zbog moždanog krvarenja kao komplikacija moždanog udara kojeg je pretrpio u 2012. godini.